# Aline Batailler
Aline Batailler (ur. 26 października 1965) – francuska judoczka.
Brązowa medalistka mistrzostw świata w 1989. Startowała w Pucharze Świata w latach 1989-1993. Zdobyła pięć medali mistrzostw Europy w latach 1988 - 1991, w tym cztery w drużynie. Wygrała igrzyska frankofońskie w 1989. Mistrzyni Francji w 1987 roku.